# Vrabie negricioasă

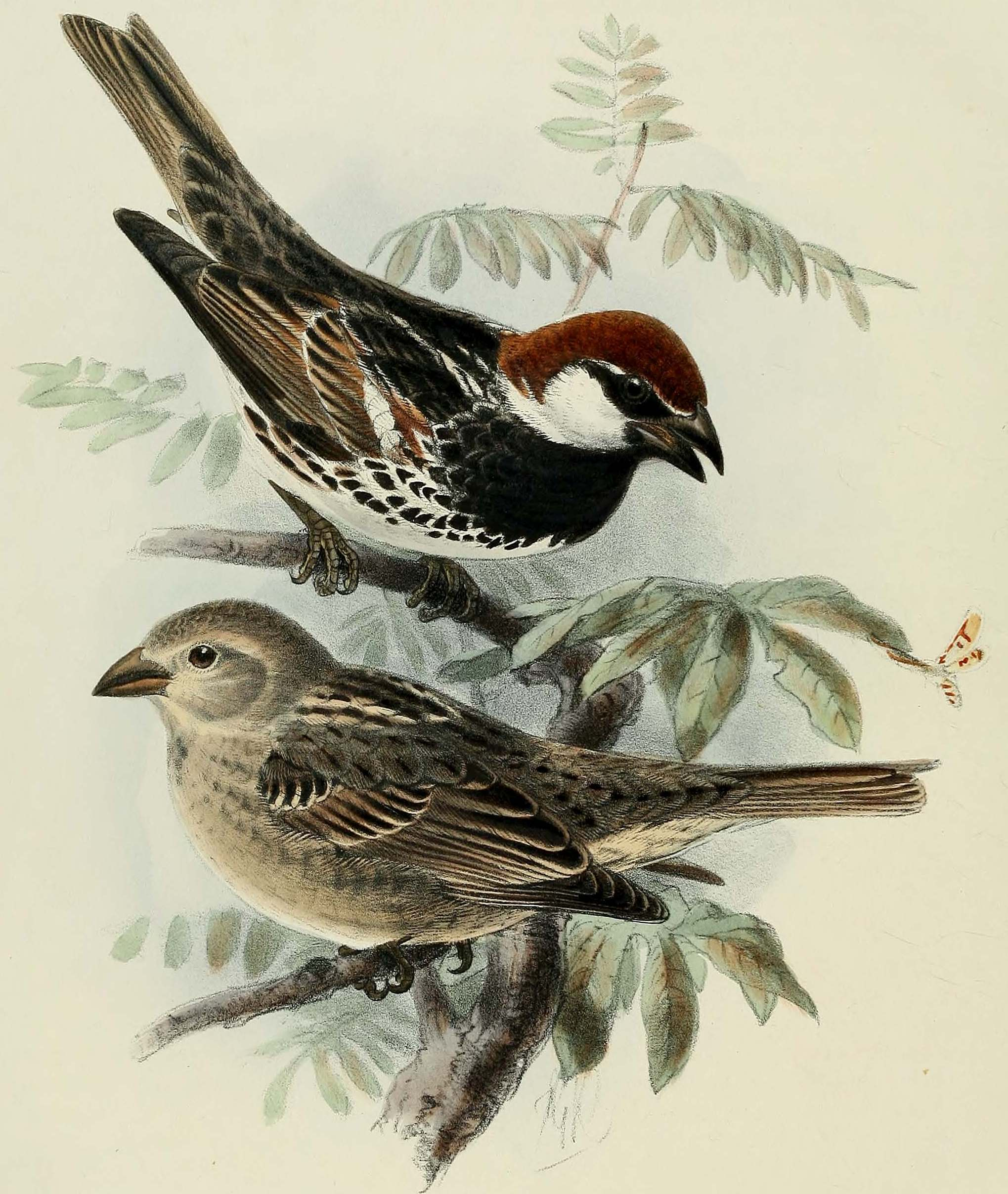
Vrabia negricioasă după H. E. Dresser. Sus masculul, jos femela

Vrabia negricioasă (Passer hispaniolensis), numită și vrabie spaniolă sau vrabie de sălciș, este o pasăre sedentară sau migratoare din familia paseridelor, ordinul paseriformelor, care cuibărește în sudul Europei (inclusiv în sudul și sud-estul României și în sudul Republicii Moldova), Asia Mică, Asia Centrală și nordul Africii. Populațiile din sud-vestul Europei de și cele din nordul Africii sunt sedentare, iar cele din Balcani și din Asia Centrală sunt migratoare și iernează în Africa de Nord, în Orientul Apropiat și în Asia de Sud. Sunt descrise 2 subspecii: Passer hispaniolensis hispaniolensis și Passer hispaniolensis transcaspicus. În România și Republica Moldova cuibărește subspecia Passer hispaniolensis hispaniolensis. În România a fost descoperită în 1964 ca specie cuibăritoare în sudul Dobrogei, care și-a extins teritoriul până la limita sudică a Deltei (Murighiol, Agighiol), apoi și în sudul țării, de-a lungul Dunării. Mărimea populației cuibăritoare din România este estimată la 450.000-900.000 de perechi. Cuibărește în regiuni deschise, predominant umede de lângă ape acoperite cu arbori și arbuști și din apropierea terenurile agricole, pătrunde și în zonele urbane unde lipsește vrabia de casă. Preferă pâlcurile de arbori, liniile de tufărișuri și aliniamente de copaci, în care realizează colonii mari. Se întâlnește obișnuit în ținuturi joase, dar în Afganistan la altitudini mari de până la 2750 m. Este gregară, care se hrănește și migrează în stoluri. Este o pasăre mică, are o lungime de 15-16 cm și o greutate de 22-38 g. Poate trăi până la 11 ani și 2 luni. Masculul în penajul nupțial are capul de la frunte până la ceafă castaniu (brun-roșcat), lorul negru (de obicei cu o linie supralorală scurtă și subțire, albă), pata postoculară, obrazul și tectricele auriculare sunt albe; părțile superioare cu dungi negre și brun-gălbuii, partea inferioară a spatelui brun-cenușie; coada brun închisă; bărbia până la piept neagră, partea inferioară a flancurilor cu dungi negre groase, abdomenul alb curat; tectricele supraalare castanii, supraalare mijlocii tivite pe vârfuri cu alb, supraalare mari cu centrele negre și vârfurile albicioase înguste, remigele aripilor negre, tivite nisipiu pe margini, o pată palidă la baza remigelor primare; irisul este brun-închis; ciocul negru; picioarele rozaceu deschise sau brunii. Masculul diferă de cel al vrabiei de casă cu care se aseamănă prin aceea că are vârful capului brun-roșcat (nu cenușiu), părțile superioare cu pete mai intens colorate, iar bărbia este mai extinsă și se continuă pe flancuri sub formă de dungi negre. Femela este mai spălăcită de culoare brună sau brun-cenușie, cu o dungă supraciliară mai deschisă, părțile superioare au desenul asemănător cu cel al masculului dar sunt mai spălăcite și mai brune, cu mai puțin negru și lipsite de tonuri castanii; bărbia și partea inferioară a gâtului albicioase (bărbița neagră absență), părțile inferioare mai deschise, cu un colier de dungi întunecate care se continue în jos pe flancuri; ciocul bruniu. Se hrănește mai ales cu semințe de graminee, de cereale cultivate și de ierburi spontane joase, dar și cu nevertebrate (omizi, lăcuste, furnici zburătoare) pe tot parcursul anului. Caută semințe pe sol, rupe mugurii și fructele necoapte de pe crengi; prinde insecte de pe crengile tufelor și ale copacilor, dar le poate captura și urmărindu-le în zbor. Ajunge la maturitate sexuală la vârsta de un an. În regiunile unde specia este sedentară, perioada de cuibărit începe încă de la începutul lunii martie, iar la populațiile migratoare doar din luna mai. Este o specie monogamă. Strigătele și cântecul amintesc de cele ale vrabiei de casă, fiind puțin mai puternice și mai joase. Cuibărește în colonii care ajung până la sute de mii de cuiburi, cuiburile sunt îngrămădite îndeaproape unul lângă altul, uneori peste 100 într-un singur copac. Cuibul este construit de ambele sexe, iar după terminarea lui rămîne câte unul din parteneri ca să-l păzească, deoarece unii membri ai coloniei au obiceiul de a fura materialul de cuib de la vecini. Cuibul are o formă aproximativ sferică de 15-30 cm în diametru, intrarea fiind pe lateral, el este făcut din iarbă, fân, paie de graminee și alte tulpini de plante, iar în interior este căptușit cu ierburi mai fine,  pene, puf și păr de la animale. El este fixat strâns de crengile copacului sau în partea de jos a cuiburilor mari ale berzelor din localități, păsărilor de pradă, ciorilor sau stârcilor sau pe un stâlp; rareori în găurile pereților sau clădirilor. Depune de regulă 2, mai rar 3-4 ponte pe an formate din câte 2-8 ouă albe, pătate cu stropi gri-verzui, incubația este asigurată de ambele sexe și durează 11-14 zile. Puii rămân în cuib 11-15 zile și sunt hrăniți de ambii părinți. În primele zile de viață puii sunt hrăniți numai cu insecte, treptat adulții introducând și produse vegetale în hrana lor (în special cereale). Acolo unde numărul lor este mare, această specie poate deveni un dăunător important al agriculturii.

## Taxonomie și subspecii
Sunt recunoscute două subspecii.
- Passer hispaniolensis hispaniolensis (Temminck, 1820) - subspecia nominată, cuibărește în Peninsula Iberică, Sardinia, Grecia și Balcani, vestul Asiei Mici, insulele estice din Oceanul Atlantic (Madeira, Insulele Canare și Insulele Capului Verde) și nord-vestul Africii (din Maroc spre est până în nord-estul Libiei); iernează în nord-estul Africii și sud-vestul Asiei.
- Passer hispaniolensis transcaspicus Tschusi, 1902 - cuibărește în Cipru, estul Turciei și Levant la est până în Iran, Afganistan, sudul Kazahstanului și nord-vestul Chinei (în vestul Xingjiangului); iernează în sud-vestul Asiei, Pakistan și nord-vestul Indiei.

În România și Republica Moldova cuibărește subspecia Passer hispaniolensis hispaniolensis.
Uneori este considerată conspecifică cu vrabia de casă (Passer domesticus) și vrabia italiană (Passer italiae). Hibridizează într-o mare măsură cu prima în sud-estul Europei (Balcani), iar în sudul Italiei cu cea de-a doua. Au fost raportați și hibrizi cu vrabia de câmp (Passer montanus).

## Deplasări sezoniere
Populațiile pot fi sedentare, hoinare și migratoare. Cele de pe insulele din estul Oceanului Atlantic și unele populații din sudul arealului sunt sedentare; deplasându-se parțial spre sud, de ex. în nord-vestul Africii. În est, subspecia transcaspicus este în principal migratoare, după reproducere se deplasează spre sudul Afghanistanului, Pakistan și nord-vestul Indiei, unele în Peninsula Arabică; sosește în Kazahstan de la mijlocul lui aprilie până la începutul lui iunie, plecând de la sfârșitul lui septembrie până la începutul lui noiembrie; în pasaj trece în număr foarte mare prin vestul Tian-Șanului. În plus, dispersarea post-reproductivă a cârdurilor în căutare hranei poate avea loc pe distanțe de câteva sute de kilometri.
Apariții accidentale au fost înregistrate în Insulele Britanice, Olanda și nordul Europei, iar iarna apare accidental la sud până la paralela 19°N în Maroc, sudul oazelor sahariene și nordul Sudanului. Cârdurile care migrează probabil prin Insulele Malteze au fost înregistrate în aprilie și octombrie, deplasându-se spre nord și respectiv spre sud.

## Statutul și conservarea
Specia nu este amenințată la nivel global (LC după criteriile IUCN). Comună sau numeroasă în unele locuri. Estimările aproximative din anii 1980-1990 au arătat următoarele cifre pentru perechile cuibăritoare: România 500.000, Grecia 400.000, Bulgaria 300.000, Malta 40.000, Spania și Portugalia 30.000 fiecare, cu un total pentru Europa de 1.500.000-2.500.000 perechi; câteva zeci de mii de perechi cuibăresc în Israel.
După datele BirdLife International din 2015 populația cuibăritoare din Europa a fost  estimată la 6.110.000-13.200.000 perechi, ceea ce echivalează cu 12.200.000-26.300.000 de indivizi maturi. Europa constituie circa 20% din arealul global, astfel încât o estimare foarte preliminară a mărimii globale a populației este de 61.000.000-131.500.000 de indivizi maturi, dar este necesară validarea ulterioară a acestei estimări.
Câteva populații figurează în partea estică a arealului, dar sunt extrem de numeroase în unele zone; numărul păsărilor care migrează prin trecătoare Ciokpak din Kazahstan a scăzut de la o medie de 35.200.000 în 1965-1981 la 11.400.000 în 2003-2005. A colonizat insula Madeira, Insulele Canare și Insulele Capului Verde în secolele 19 și 20; în sud-estul Kazahstanului și nord-vestul Chinei (Sinkiang), și-a extins arealul din 1940, ca urmare a creșterii cultivării cerealelor.
Creșterea numărului și răspândirii au fost observate începând cu 1980 în Peninsula Iberică (Estramadura din Spania, Alentejo din Portugalia), în Balcani și în Orientul Mijlociu (unde s-a extins spre sud în Arabia Saudită), a crescut numărul lor și în extremitatea nord-estică a arealului în Sinkiang, în ciuda încercărilor prelungite ale agricultorilor locali de a le controla; această creștere și expansiune este în mare măsură rezultatul intensificării cultivării irigate. În schimb, numărul lor a scăzut aproape până la dispariție în Madeira ca urmare a utilizării fără discriminare a insecticidelor.
În Europa, mărimea populației este estimată că va scadea cu mai puțin de 25% în 17,4 ani (trei generații) (BirdLife International 2015).
În perioada 1990-2000 s-a înregistrat o scădere a efectivelor în câteva țări, precum Grecia și Turcia, în timp ce majoritatea populațiilor europene au crescut numeric (Croația, Bulgaria, Spania și Rusia) sau au rămas stabile (România, Albania și Portugalia). Astfel, în ansamblu, populația europeană este în prezent considerată a fi stabilă.
În România efectivul este estimat la 450.000-900.000 de perechi cuibăritoare și este stabil. În Republica Moldova efectivul nu a fost încă estimat.
Acolo unde numărul lor este mare, această specie poate deveni un dăunător important al agriculturii.
Populația cuibăritoare din Europa estimată de BirdLife International în 2015
| Țara (sau teritoriul)       | Populația estimată (perechi) | Anul (anii) |
| --------------------------- | ---------------------------- | ----------- |
| Albania                     | 10.000-30.000                | 2002-2012   |
| Armenia                     | 50.000-350.000               | 2002-2012   |
| Azerbaidjan                 | 100.000-300.000              | 2014        |
| Bosnia și Herțegovina       | 1.000-2.000                  | 2010-2014   |
| Bulgaria                    | 53.000-250.000               | 2005-2012   |
| Croația                     | ≥10.000-                     | 2014        |
| Cipru                       | 150.000-400.000              | 2006-2012   |
| Franța                      | 60.000-300.000               | 2008-2012   |
| Georgia                     | Prezentă                     | -           |
| Grecia                      | 280.000-440.000              | 2007-2013   |
| Grecia                      | 100.000-300.000              | 2013        |
| Italia                      | 2.000.000-3.000.000          | 2013        |
| Italia                      | 400.000-800.000              | 2013        |
| Kosovo                      | 1.500-2.500                  | 2009-2014   |
| Macedonia                   | 10.000-30.000                | 2001-2012   |
| Malta                       | 110.910-306.170              | 2008        |
| Muntenegru                  | 1.500-3.000                  | 2002-2012   |
| Portugalia                  | 10.000-50.000                | 2008-2012   |
| Insula Madeira (Portugalia) | 1.000-5.000                  | 2009-2012   |
| România                     | 450.000-900.000              | 2010-2013   |
| Rusia                       | 10.000-50.000                | 2008-2012   |
| Serbia                      | 1.900-2.800                  | 2008-2012   |
| Slovenia                    | 3.000-4.000                  | 2002-2010   |
| Slovenia                    | 0-10                         | 2002-2012   |
| Spania                      | 765.000-2.510.000            | 2004-2006   |
| Insulele Canare (Spania)    | 20.000-100.000               | 1997-2003   |
| Elveția                     | 10.000-25.000                | 2008-2012   |
| Turcia                      | 1.500.000-3.000.000          | 2013        |
| Ucraina                     | 50-100                       | 2000        |
| Uniunea Europeană           | 4.400.000-9.370.000          | -           |
| Europa                      | 6.110.000-13.200.000         | -           |